# Jean-Baptiste Bordas
Pour les articles homonymes, voir Bordas.
Jean-Baptiste Bordas, né le 8 février 1938 à Orléans et mort le 7 mars 2024 à Vernon, est un footballeur reconverti ensuite comme entraîneur.

## Biographie

### Carrière de joueur

#### En club
Formé à l'Arago sport orléanais, Jean-Baptiste Bordas joue son premier match professionnel avec l'AS Saint-Étienne le 18 août 1957 contre l'AS Béziers. Deux semaines plus tard, Bordas découvre la Coupe d'Europe lors de la campagne 1957-1958 en Coupe des champions. Il est titulaire à Glasgow pour jouer contre les Rangers le match aller du 1er tour (défaite 3-1).
Il connaît ensuite deux saisons mais joue très peu : 8 matchs en deux exercices.
Sa saison la plus complète avec l'AS Saint-Étienne est 1960-1961, avec 26 rencontres de Division 1 disputées et 3 buts inscrits dont 2 contre Troyes lors d'un 7-1 au stade Geoffroy-Guichard, ses premiers pour l'ASSE.
Lors de l'exercice 1961-1962, Bordas joue plus d'une quinzaine de match de championnat mais ne peut empêcher le club d'être relégué. Il joue un match en Coupe de France 1961-1962 mais ne participe pas à la finale. Il n'est donc pas reconnu comme vainqueur du trophée qui qualifie les Verts pour la Coupe d'Europe. Il prend cependant part au Challenge des champions remporté 4-3 contre le Stade de Reims. En 1962-1963, lors d'un match de Coupe Charles Drago, Bordas participe à la large victoire 4-0 des Verts contre l'AS Cannes en inscrivant son premier but dans cette compétition. Il joue 17 matchs de championnat, la relégation de 1962 ne changeant rien à son statut, et 3 en Coupe des vainqueurs de coupe.
Il passe ensuite une saison au Havre Athletic Club où il prend part à 28 matchs et marque 4 buts en Division 2 avant de revenir dans la Loire.
Lors de la saison 1964-1965, Bordas connaît son second match de Coupe des clubs champions chez le FC La Chaux-de-Fonds lors du match retour pour le 1er tour (défaite 2-1). Il connaît deux dernières saisons difficiles à Saint-Étienne, ne jouant 13 puis 8 matchs de D1.
Il part pour l'AS Béziers et deux saisons pleines en Division 2 avant un retour à l'Arago Orléans en DH Centre. Il devient entraîneur-joueur au terme de la première saison et fait monter le club en Division 3. Il joue jusqu'en 1975.

#### International
Jean-Baptiste Bordas participe aux Jeux olympiques d'été de 1960 à Rome avec l'équipe de France olympique. Il est titulaire lors du premier match de poule gagné 2-1 contre le Pérou et du dernier perdu 7-0 contre la Hongrie.

### Entraîneur à Orléans et retraite
À l'été 1969, Jean-Baptiste Bordas prend le rôle d'entraîneur-joueur de l'Arago Orléans avec qui il obtient la seconde place de DH Centre dès la première saison avec sa double casquette, et le droit de participer à la première édition du championnat de France de Division 3. En 1972, la montée en D2 est envisagée mais le club est devancé par l'AJ Auxerre déjà entraînée par Guy Roux. Orléans remporte pourtant ses deux rencontres de championnat face au club bourguignon. 
Bordas dirige l'équipe durant huit saisons en D3, toujours classé en milieu de tableau (entre la 5e et 13e place). Il est l'entraîneur au moment du changement de nom du club en 1976. L'Arago fusionne alors avec la section football de l'US Orléans, créée 4 ans plus tôt, pour fonder l'« US Orléans Arago ». Bordas dirige l'équipe première jusqu'à la saison 1976-1977 qui se termine par une 6e place de D3. 
En novembre 1988, Jean-Baptiste Bordas revient comme entraîneur en chef de l'US Orléans, alors en Division 2. Bordas emmène son équipe jusqu'en huitièmes de finale de la Coupe de France. Tombés face au Paris-Saint-Germain, les Orléanais s'impose 4-0 au Parc des Princes lors du match aller, à la surprise générale. Au match retour à Orléans, les deux équipes se neutralisent (3-3). L'USO est ensuite éliminée de justesse par l'AS Monaco en quarts de finale (1-2 et 3-3). Il quitte le club à la fin de la saison.
Jean-Baptiste Bordas revient sur le banc de l'US Orléans lorsque le club, à la suite de sa mise en liquidation, repart en Division d'Honneur. Il reste deux saisons sans réussir à faire remonter l'équipe.
Il vit désormais à Combleux, petite commune près d'Orléans.

### Mort
Jean-Baptiste Bordas est mort le 7 mars 2024 à Vernon à l'âge de 86 ans.

## Palmarès
Sous les couleurs de l'AS Saint-Étienne, Jean-Baptiste Bordas remporte le Challenge des champions en 1962 puis le Championnat de Division 2 l'année suivante.

## Statistiques

### Joueur
| Compétition              | Matchs | Buts |
| ------------------------ | ------ | ---- |
| Coupe des champions (C1) | 2      | 0    |
| Coupe des Coupes (C2)    | 3      | 0    |
| Coupe Charles Drago      | 6      | 1    |
| Coupe de France          | 11     | 0    |
| Challenge des Champions  | 1      | 0    |
| Division 1               | 77     | 6    |
| Division 2               | 104    | 11   |
| Total                    | 204    | 17   |

En Division 1, Jean-Baptiste Bordas ne joue qu'avec l'AS Saint-Étienne. Il prend part à 77 matchs et marque 6 buts dont la moitié après la 80e minute.
Le tableau ci-dessous résume les statistiques en match officiel de Jean-Baptiste Bordas durant sa carrière de joueur professionnel,.
| Saison                | Club                  | Championnat           | Championnat | Championnat | Coupe(s) nationale(s) | Coupe(s) nationale(s) | Compétition(s) continentale(s) | Compétition(s) continentale(s) | Compétition(s) continentale(s) | Coupe Charles Drago | Coupe Charles Drago | Challenge des Champions | Challenge des Champions | Total | Total |
| Saison                | Club                  | Division              | M.          | B.          | M.                    | B.                    | Comp.                          | M.                             | B.                             | M.                  | B.                  | M.                      | B.                      | M.    | B.    |
| 1957-1958             | AS Saint-Étienne      | D1                    | 6           | 0           | -                     | -                     | C1                             | 1                              | 0                              | 1                   | 0                   | -                       | -                       | 8     | 0     |
| 1958-1959             | AS Saint-Étienne      | D1                    | 1           | 0           | -                     | -                     | -                              | -                              | -                              | -                   | -                   | -                       | -                       | 1     | 0     |
| 1959-1960             | AS Saint-Étienne      | D1                    | 7           | 0           | -                     | -                     | -                              | -                              | -                              | -                   | -                   | -                       | -                       | 7     | 0     |
| 1960-1961             | AS Saint-Étienne      | D1                    | 26          | 3           | 4                     | 0                     | -                              | -                              | -                              | 1                   | 0                   | -                       | -                       | 31    | 3     |
| 1961-1962             | AS Saint-Étienne      | D1                    | 16          | 1           | 1                     | 0                     | -                              | -                              | -                              | -                   | -                   | 1                       | 0                       | 18    | 1     |
| 1962-1963             | AS Saint-Étienne      | D2                    | 17          | 0           | 1                     | 0                     | C2                             | 3                              | 0                              | 2                   | 1                   | -                       | -                       | 23    | 1     |
| 1963-1964             | Le Havre AC           | D2                    | 28          | 4           | 3                     | 0                     | -                              | -                              | -                              | 2                   | 0                   | -                       | -                       | 33    | 4     |
| 1964-1965             | AS Saint-Étienne      | D1                    | 13          | 0           | 2                     | 0                     | C1                             | 1                              | 0                              | -                   | -                   | -                       | -                       | 16    | 0     |
| 1965-1966             | AS Saint-Étienne      | D1                    | 8           | 1           | -                     | -                     | -                              | -                              | -                              | -                   | -                   | -                       | -                       | 8     | 1     |
| 1966-1967             | AS Béziers            | D2                    | 33          | 7           | -                     | -                     | -                              | -                              | -                              | -                   | -                   | -                       | -                       | 33    | 7     |
| 1967-1968             | AS Béziers            | D2                    | 26          | 0           | 1                     | 0                     | -                              | -                              | -                              | -                   | -                   | -                       | -                       | 27    | 0     |
| 1968-1969             | Arago Orléans         | DH                    |             |             |                       |                       | -                              | -                              | -                              | -                   | -                   | -                       | -                       | 0     | 0     |
| 1969-1970             | Arago Orléans         | DH                    |             |             |                       |                       | -                              | -                              | -                              | -                   | -                   | -                       | -                       | 0     | 0     |
| 1970-1971             | Arago Orléans         | D3                    |             |             |                       |                       | -                              | -                              | -                              | -                   | -                   | -                       | -                       | 0     | 0     |
| 1971-1972             | Arago Orléans         | D3                    |             |             |                       |                       | -                              | -                              | -                              | -                   | -                   | -                       | -                       | 0     | 0     |
| 1972-1973             | Arago Orléans         | D3                    |             |             |                       |                       | -                              | -                              | -                              | -                   | -                   | -                       | -                       | 0     | 0     |
| 1973-1974             | Arago Orléans         | D3                    |             |             |                       |                       | -                              | -                              | -                              | -                   | -                   | -                       | -                       | 0     | 0     |
| 1974-1975             | Arago Orléans         | D3                    |             |             |                       |                       | -                              | -                              | -                              | -                   | -                   | -                       | -                       | 0     | 0     |
| Total sur la carrière | Total sur la carrière | Total sur la carrière | 181         | 16          | 12                    | 0                     | -                              | 5                              | 0                              | 6                   | 1                   | 1                       | 0                       | 205   | 17    |